# Rödfjällstjärnen
Rödfjällstjärnen är en sjö i Älvdalens kommun i Dalarna och ingår i Dalälvens huvudavrinningsområde. Sjön har en area på 0,166 kvadratkilometer och ligger 897,1 meter över havet. Sjön avvattnas av vattendraget Rödfjällsbäcken. Vid provfiske har elritsa fångats i sjön.

## Delavrinningsområde
Rödfjällstjärnen ingår i det delavrinningsområde (684379-131594) som SMHI kallar för Utloppet av Rödfjällstjärnen. Medelhöjden är 898 meter över havet och ytan är 0,53 kvadratkilometer. Det finns inga avrinningsområden uppströms utan avrinningsområdet är högsta punkten. Rödfjällsbäcken som avvattnar avrinningsområdet har biflödesordning 3, vilket innebär att vattnet flödar genom totalt 3 vattendrag innan det når havet efter 525 kilometer. Avrinningsområdet består mestadels av skog (17 procent) och kalfjäll (52 procent). Avrinningsområdet har 0,17 kvadratkilometer vattenytor vilket ger det en sjöprocent på 31,1 procent.